# Transilvanian Beat Club
Transilvanian Beat Club (TBC) ist eine im Jahr 2005 gegründete deutsche Extreme-Metal-Band aus Tambach-Dietharz. Die Musik ist beeinflusst von den Genres Black Metal, Rock ’n’ Roll und Polka. Die Texte der Band sind meist auf Deutsch verfasst und handeln von Vampiren, Alkohol und vermeintlicher rumänischer Nationalromantik.

## Name
Der Name Transilvanian Beat Club wurde laut Yantit gewählt, weil sich die Mitglieder wie echte Rumänen fühlen.
Ebenfalls habe sein Lieblingslied Transilvanian Hunger von Darkthrone, das auf dem Debütalbum als Coverversion enthalten war, die Wahl des Namens beeinflusst.
Das Band-Akronym TBC ist auch die offizielle Abkürzung für Tuberkulose, was nach Ronny Fimmel die Namensgebung indirekt beeinflusst habe, da die Abkürzung witzig und einprägsam sei.

## Geschichte
Die Band bestand von Anfang an zu großen Teilen aus der Live-Besetzung von Ewigheim. Dieser Umstand sorgte dafür, dass die Phase des Kennenlernens entfiel.
Das Debütalbum Willkommen im Club! wurde im Februar und März 2006 von Markus Stock in der Klangschmiede Studio E in Mellrichstadt aufgenommen und produziert. Es erschien am 5. Mai.
Im September 2006 verließ Theresa Trenks die Band.
2007 wurde das Album Das Leben soll doch schön sein… veröffentlicht.

## Diskografie
- 2006: Willkommen im Club! (Massacre Records)
- 2007: Das Leben soll doch schön sein… (Massacre Records)